# Pločno
Pločno (Ploča, Velika Čvrsnica) je najviši vrh Čvrsnice, planine u Bosni i Hercegovini. S visinom od 2228 mnv ujedno je i najviši vrh u središnjim Dinaridima kao i na cijelom SZ dinarskom pravcu sve do Soče. Nalazi se u sklopu parka prirode Blidinje a administrativno pripada općini Posušje kao i predjel Masna Luka odakle polazi najbliža planinarska staza koja vodi do vrha. Na vrhu se nalazi telekomunikacijski objekt u kome se čuvaju planinarski žigovi. Iza objekta je geodetski stup s istaknutom nadmorskom visinom.
Pored Pločnog na planini postoji još 14 vrhova iznad 2000 mnv.
U prvom dijelu 20. stoljeća Pločno je bio najviši vrh Primorske banovine, a kasnije i Banovine Hrvatske.

## Vanjske poveznice
- Live kamera
- Hrvatsko planinarsko društvo Pločno
- Youtube, Čvrsnica - vrh Pločno 2228 mnv

|  | Zajednički poslužitelj ima još gradiva o temi Čvrsnica |